# Equisetum giganteum
Espèce
Statut de conservation UICN

 LC  : Préoccupation mineure
Equisetum giganteum (L.) est le nom d'une Prêle des Andes.